# Maryland School for the Deaf
Maryland School for the Deaf, dont le nom est couramment abrégé en MSD, est une école pour sourds, située à Frederick, aux États-Unis. Elle a été fondée en 1868. 

## Mascotte
La mascotte est un Oriole (un oiseau) en orange et noir.